# Phillip Phillips
Phillip Phillips (Albany, 20 settembre 1990) è un cantautore statunitense.
Dopo aver ottenuto la notorietà vincendo l'undicesima edizione del talent show American Idol, ha pubblicato il suo primo singolo, Home, che è stato certificato doppio disco di platino dalla Recording Industry Association of America. Il brano è stato poi incluso nel suo album di debutto, The World from the Side of the Moon, pubblicato il 19 novembre 2012.

## Biografia

### Infanzia e adolescenza
Nato ad Albany, nello Stato americano della Georgia, da Sheryl Phillips e Phillip LaDon "Donnie" Phillips Senior. Si trasferisce con la famiglia a Leesburg, città dello stesso Stato, all'età di 12 anni, dove ha frequentato la Lee County High School.
Grazie al cognato, Benjamin Neil, impara a suonare la chitarra all'età di 14 anni. Nel 2009, i due fondano la Phillip Phillips Band, insieme anche a Todd Urick. Un anno più tardi, Phillips partecipa al concorso canoro locale Albany Star, ottenendo la vittoria. Partecipa anche ai provini di America's Got Talent, ma viene scartato dopo essersi esibito davanti ai produttori del programma televisivo.
Parallelamente all'attività musicale, Phillips si dedica anche agli studi in sistemi industriali presso l'Albany Technical College, che porta a compimento appena prima di diventare un concorrente del talent show American Idol. Gli impegni legati alla trasmissione televisiva gli impediscono anche di essere presenti alla cerimonia di consegna del titolo di studio.

## Carriera musicale

### 2012: La vittoria ad American Idol
Nel febbraio 2012 a Savannah in Georgia, Phillips fece il provino per entrare ad American Idol, esibendosi con Superstition di Stevie Wonder e Thriller di Michael Jackson. Il 23 febbraio 2012 riesce a rientrare tra i 25 concorrenti ammessi alle semifinali del talent show.
Grazie al voto del pubblico, ottiene poi l'accesso diretto alle finali della competizione. Dopo aver superato tutte le puntate senza rientrare mai tra i due concorrenti meno votati, durante la finale del 22 maggio 2012 ottiene anche la vittoria, superando la cantante Jessica Sanchez.

### 2012-2013:The World from the Side of the Moon
Il brano Home, interpretato durante la finale, diviene anche il singolo di debutto del cantante, pubblicato subito dopo l'annuncio dell'esito della gara. Il brano raggiunge il sesto posto nella classifica americana Billboard Hot 100, mentre in Canada arriva fino al settimo posto. Il successo di Home viene spinto anche dalla presenza del brano in alcuni spot televisivi della NBC per la nazionale femminile statunitense di ginnastica durante le Olimpiadi di Londra del 2012. Il 22 ottobre 2012, il singolo ottiene la certificazione di doppio disco di platino da parte della Recording Industry Association of America, corrispondente a oltre 2.000.000 di copie vendute negli Stati Uniti.
Durante l'estate 2012, Phillips è inoltre impegnato durante il tour American Idols Live!, insieme agli altri finalisti del programma.
L'album di debutto del cantante, The World from the Side of the Moon, viene pubblicato il 19 novembre 2012 per l'etichetta Interscope Records. Phillips partecipa anche come autore o coautore della quasi totalità delle canzoni incluse nel disco, prodotto da Gregg Wattenberg. L'album viene in seguito certificato disco d'oro sia negli Stati Uniti d'America, sia in Canada.

### 2014:Behind the Light
A marzo 2014, Phillips ha dichiarato che stata scrivendo del nuovo materiale per il suo prossimo album, Behind the Light, la cui uscita è prevista per il 19 maggio 2014. Il 26 febbraio ha annunciato che il singolo di debutto sarebbe stato Raging Fire pubblicato nello store online il 3 marzo.
Il 21 aprile 2014 viene annunciata sulla pagina Facebook dell'artista, la tracklist ufficiale dell'album.

## Discografia

### Album
- 2012 - The World from the Side of the Moon
- 2014 - Behind the Light

### Extended Play
- 2012 - Phillip Phillips: Journey to the Finale (raccolta di brani eseguiti durante American Idol)[17]
- 2012 - American Idol Season 11 Highlights

### Singoli
- 2012 - Home
- 2012 - Gone, Gone, Gone
- 2013 - Where We Came From
- 2014 - Raging Fire

## Premi e nomination
Nella sua giovane carriera Phillips è stato candidato a 10 premi nell'ambito musicale, tra cui 4 Teen Choice Awards e un American Music Award.
- American Music Award
  - 2013: Nomination - Artista emergente dell'anno
- Billboard Music Awards
  - 2013: Nomination - Top canzone rock a Home
  - 2013: Nomination - Top album rock a The World from the Side of the Moon
- MuchMusic Video Awards
  - 2013: Nomination - Video musicale dell'anno a Home
- Teen Choice Awards
  - 2012: Nomination - Artista emergente
  - 2012: Nomination - Miglior canzone d'amore a Home
  - 2013: Nomination - Miglior artista maschile
  - 2013: Nomination - Miglior canzone rock a Gone, Gone, Gone
- World Music Awards
  - 2013: Pendente - Miglior artista maschile del mondo
  - 2013: Pendente - Miglior canzone del mondo a Home